# آقالار بی‌لی (آق‌دام)
آقالار بی‌لی (به لاتین: Ağalarbəyli) یک منطقه مسکونی در جمهوری آذربایجان است که در شهرستان آق‌دام واقع شده‌است.